# Hathras
Hathras es una ciudad y municipio situado en el distrito de Mahamaya Nagar en el estado de Uttar Pradesh (India). Su población es de 135594 habitantes (2011). El área metropolitana cuenta con 160909 habitantes (2011).

## Clima
| Parámetros climáticos promedio de Hathras | Parámetros climáticos promedio de Hathras | Parámetros climáticos promedio de Hathras | Parámetros climáticos promedio de Hathras | Parámetros climáticos promedio de Hathras | Parámetros climáticos promedio de Hathras | Parámetros climáticos promedio de Hathras | Parámetros climáticos promedio de Hathras | Parámetros climáticos promedio de Hathras | Parámetros climáticos promedio de Hathras | Parámetros climáticos promedio de Hathras | Parámetros climáticos promedio de Hathras | Parámetros climáticos promedio de Hathras | Parámetros climáticos promedio de Hathras |
| Mes                                       | Ene.                                      | Feb.                                      | Mar.                                      | Abr.                                      | May.                                      | Jun.                                      | Jul.                                      | Ago.                                      | Sep.                                      | Oct.                                      | Nov.                                      | Dic.                                      | Anual                                     |
| ----------------------------------------- | ----------------------------------------- | ----------------------------------------- | ----------------------------------------- | ----------------------------------------- | ----------------------------------------- | ----------------------------------------- | ----------------------------------------- | ----------------------------------------- | ----------------------------------------- | ----------------------------------------- | ----------------------------------------- | ----------------------------------------- | ----------------------------------------- |
| Temp. máx. media (°C)                     | 22.0                                      | 27.8                                      | 33.4                                      | 39.0                                      | 42.6                                      | 40.0                                      | 35.0                                      | 34.0                                      | 35.9                                      | 34.5                                      | 23.0                                      | 24.5                                      | 45.6                                      |
| Temp. mín. media (°C)                     | 5.6                                       | 12.0                                      | 17.1                                      | 22.4                                      | 27.8                                      | 29.5                                      | 27.2                                      | 26.0                                      | 21.5                                      | 23.0                                      | 10.1                                      | 7.0                                       | 7.5                                       |
| Fuente: India Meteorological Department   |                                           |                                           |                                           |                                           |                                           |                                           |                                           |                                           |                                           |                                           |                                           |                                           |                                           |

## Demografía
Según el censo de 2011 la población de Hathras era de 135594 habitantes, de los cuales 72115 eran hombres y 63479 eran mujeres. Hathras tiene una tasa media de alfabetización del 77,10%, superior a la media estatal del 67,68%: la alfabetización masculina es del 81,99%, y la alfabetización femenina del 71,59%.